# Athar El-Hakim
Athar El-Hakim (arabe : آثار الحكيم)  née le 24 août 1957 au Caire en Égypte sous le nom d'Athar Abdel Hakim Mahmoud,  est une actrice, connue pour ses films  Al-nemr wa al-ontha (1987), Friska (2004) et Batal min warak (1988).